# Галда, Василий Трофимович
Василий Трофимович Галда (род. 2 января 1923, Валковский район) — советский хозяйственный, государственный и политический деятель, генерал-майор.

## Биография
Родился в 1923 году в селе Галдивка. Член КПСС.
Участник Великой Отечественной войны, летчик, командир авиазвена 644-го бомбардировочного авиаполка 312-й авиадивизии 1-й воздушной армии. С 1946 года — на хозяйственной, общественной и политической работе. В 1946—2010 гг. — 1-й секретарь Криворожского райкома ЛКСМУ, секретарь Днепропетровского обкома ЛКСМУ по кадрам, 1-й секретарь Херсонского обкома ЛКСМУ, слушатель Высшей партийной школы при ЦК КПСС, начальник отдела УКГБ при СМ Украинской ССР по Херсонской области, заместитель начальника УКГБ при СМ Украинской ССР по Волынкой области, начальник УКГБ при СМ Украинской ССР по Ивано-Франковской области, начальник УКГБ при СМ Украинской ССР по Херсонской области, начальник УКГБ при СМ Украинской ССР по Запорожской области, председатель Херсонского областного совета ветеранов войны, труда и Вооруженных Сил.
Делегат XXV съезда КПСС.
Жил в Херсоне.

## Награды
- дважды орден Красной Звезды (25.10.1943; 1977);
- орден Отечественной Войны 2-й (30.6.1944) и 1-й степени (1985);
- дважды орден Красного Знамени (15.3.1945; 1968);
- орден Трудового Красного Знамени (1971);
- орден «За заслуги» (Украина) 3-й степени (1995);
- орден Богдана Хмельницкого (Украина) 3-й (1999) и 2-й степени (2001).